# Референдумы в Швейцарии (1925)
Референдумы в Швейцарии проходили 24 мая, 25 октября и 6 декабря 1925 года. Майский референдум проходил по поводу гражданской инициативы по страхованию по инвалидности, старости и потере кормильца. Инициатива была отклонена. В октябре проходил референдум по федеральной резолюции по переселению и проживанию иностранцев, которая была одобрена большинством голосов избирателей и кантонов. В декабре прошёл референдум по федеральной резолюции по страхованию по инвалидности, старости и потере кормильца. Резолюция была одобрена большинством голосов и кантонов.

## Избирательная система
Майский референдум по страхованию были гражданской инициативой и требовал двойного большинства для одобрения. Два других референдума являлись обязательными и также требовали двойного большинства для одобрения.

## Результаты

### Референдум по страхованию
| Выбор                                | Общее голосование | Общее голосование | Кантоны | Кантоны | Кантоны |
| Выбор                                | Голосов           | %                 | Полных  | Полу-   | Всего   |
| ------------------------------------ | ----------------- | ----------------- | ------- | ------- | ------- |
| За                                   | 282 527           | 42,0              | 5       | 2       | 6       |
| Против                               | 390 129           | 58,0              | 14      | 4       | 16      |
| Пустых бюллетеней                    | 13 577            | –                 | –       | –       | –       |
| Недействительных бюллетеней          | 2 169             | –                 | –       | –       | –       |
| Всего                                | 688 402           | 100               | 19      | 6       | 22      |
| Зарегистрированных избирателей/ Явка | 1 008 865         | 68,2              | –       | –       | –       |
| Источник: Nohlen & Stöver            |                   |                   |         |         |         |

### Федеральная резолюция по переселению и проживанию иностранцев
| Выбор                                | Общее голосование | Общее голосование | Кантоны | Кантоны | Кантоны |
| Выбор                                | Голосов           | %                 | Полных  | Полу-   | Всего   |
| ------------------------------------ | ----------------- | ----------------- | ------- | ------- | ------- |
| За                                   | 382 381           | 62,2              | 16      | 5       | 18,5    |
| Против                               | 232 272           | 37,8              | 3       | 1       | 3,5     |
| Пустых бюллетеней                    | 71 838            | –                 | –       | –       | –       |
| Недействительных бюллетеней          | 5 053             | –                 | –       | –       | –       |
| Всего                                | 691 544           | 100               | 19      | 6       | 22      |
| Зарегистрированных избирателей/ Явка | 1 017 692         | 68,0              | –       | –       | –       |
| Источник: Nohlen & Stöver            |                   |                   |         |         |         |

### Федеральная резолюция по страхованию
| Выбор                                | Общее голосование | Общее голосование | Кантоны | Кантоны | Кантоны |
| Выбор                                | Голосов           | %                 | Полных  | Полу-   | Всего   |
| ------------------------------------ | ----------------- | ----------------- | ------- | ------- | ------- |
| За                                   | 410 988           | 65,4              | 15      | 3       | 16,5    |
| Против                               | 217 483           | 34,6              | 4       | 3       | 5,5     |
| Пустых бюллетеней                    | 12 809            | –                 | –       | –       | –       |
| Недействительных бюллетеней          | 1 786             | –                 | –       | –       | –       |
| Всего                                | 643 066           | 100               | 19      | 6       | 22      |
| Зарегистрированных избирателей/ Явка | 1 019 522         | 63,1              | –       | –       | –       |
| Источник: Nohlen & Stöver            |                   |                   |         |         |         |